# Luis Romo
Luis Romo, né le 5 juin 1995 à Ahome au Mexique, est un footballeur international mexicain qui évolue au poste de milieu défensif au CD Guadalajara.

## Biographie

### Querétaro FC
Né à Ahome au Mexique, Luis Romo est formé par le Querétaro FC. C'est avec ce club qu'il fait ses débuts en professionnel, sur le tard, jouant son premier match à 22 ans le 18 janvier 2018, lors d'une rencontre de coupe du Mexique face au Monarcas Morelia. Il est titularisé et son équipe s'impose par trois buts à un. Il fait sa première apparition en championnat le 21 juillet 2018 contre l'Atlas FC (0-0). Le 2 décembre de la même année il inscrit son premier but en professionnel, permettant d'égaliser face au Cruz Azul FC (1-1 score final).
S'imposant comme un titulaire, il devient l'un des leaders de l'équipe et est nommé capitaine en 2019. Le 4 août 2019, il se fait remarquer en réalisant un doublé, le premier de sa carrière, face au Cruz Azul FC, en championnat. Ses deux buts permettent à son équipe de s'imposer (3-0 score final).

### Cruz Azul FC
En janvier 2020, Luis Romo s'engage avec le Cruz Azul FC. 
Romo inscrit son premier but pour Cruz Azul le 26 janvier 2020, lors d'une rencontre de championnat face au Santos Laguna. Il est titularisé et participe à la victoire de son équipe par trois buts à zéro.
En mai 2021, il remporte le Tournoi de clôture du championnat du Mexique 2021 face au Santos Laguna. Romo joue un rôle crucial lors de cette victoire, en inscrivant l'unique but du match aller.

### CF Monterrey
Le 6 janvier 2022, Luis Romo paraphe un contrat de quatre ans en faveur du CF Monterrey. 
Il joue son premier match dès le 15 janvier 2022 face au Club Necaxa, en championnat. Il est titularisé et délivre une passe décisive pour Duván Vergara, participant ainsi à la victoire de son équipe par quatre buts à zéro. Romo inscrit son premier but pour le CF Monterrey le 10 avril 2022, lors d'une rencontre de championnat face au Club Santos Laguna. Il donne la victoire à son équipe en étant l'unique buteur de la partie.

### En sélection
Luis Romo honore sa première sélection avec l'équipe nationale du Mexique face aux Bermudes le 20 novembre 2019, lors d'un match comptant pour la Ligue des nations de la CONCACAF. Il est titularisé et son équipe s'impose ce jour-là (victoire 2-1).
Il participe aux Jeux olympiques 2020 avec la sélection mexicaine, en tant qu'un des trois joueurs âgés de plus de 23 ans autorisés à participer. Il inscrit un but lors du dernier match de poule face à l'Afrique du Sud (3-0) le 28 juillet 2021, avant de récidiver trois jours plus tard en huitièmes de finale contre la Corée du Sud (victoire 6-3), pour un but considérés comme l'un des plus beaux de la compétition.
Le 14 novembre 2022, il est sélectionné par Gerardo Martino pour participer à la Coupe du monde 2022.

## Palmarès

### En club
Cruz Azul
- Championnat du Mexique (1) :
  - Champion : Clôture 2021.

### En sélection
- Mexique
  - Vainqueur de la Gold Cup en 2023